# Simon II. de Senlis
Simon II. de Senlis (auch Saint-Lis und St-Liz, † August 1153), Earl of the Honour of Huntingdon and Northampton, war ein anglonormannischer Adliger.

## Leben

### Nachfolge als Earl of Huntingdon
Er ist der Sohn von Simon I. de Senlis, Earl of Huntingdon und Earl of Northampton, und Maud of Huntingdon (um 1072 – 23. April 1130). Er war noch minderjährig, als sein Vater zwischen 1111 und 1113 starb, so dass Titel und Honour von Huntingdon an David von Schottland gingen, den späteren König seines Landes, als er Ende 1113 die Witwe heiratete.
1131 wiederum, nach dem Tod seiner Mutter und nunmehr volljährig, konnte er sein Erbe nicht antreten, weil David es unter seiner Kontrolle behielt. Simons Ansprüche wurden auch weiterhin nicht berücksichtigt: Stephan von Blois, König von England seit 1135, anerkannte in den Verträgen von Durham von 1136 und 1139 sogar seinen Halbbruder Heinrich von Schottland, den Sohn Davids und Mauds, als Nachfolger in den Grafschaften.
Es ist wahrscheinlich, dass Simon während der 16 Monate, in denen Heinrich des Besitzes von Honour und Titel beraubt war (Januar 1138 bis April 1139), deren Verwaltung übernehmen konnte. Doch erst im Sommer 1141, als die diplomatischen Beziehungen zu Schottland unterbrochen wurden, trat er wirklich in sein Erbe ein. Sein Status ist jedoch eher verwirrend. Davis argumentiert, dass der Titel des Earl of Northampton im Jahr 1136 von dem von Huntingdon abgetrennt und als separater Titel für Simon de Senlis erstellt wurde. Er scheint 1138 oder Anfang 1139 so genannt worden zu sein, aber für Stringer sind Northampton und Huntingdon nur alternative Namen für denselben Titel, der auch Rechte in Bedfordshire und Cambridgeshire umfasste.

### Die Anarchie
Simon de Senlis heiratete Isabel, Tochter von Robert de Beaumont, 2. Earl of Leicester und wurde im Die Anarchie genannten Krieg zwischen Stephan von Blois und Kaiserin Matilda einer der leidenschaftlichsten Anhänger Stephans – der der Großonkel seiner Frau durch seinen Onkel Robert de Beaumont war –, während sein Stiefvater David und sein Halbbruder Heinrich sich Matilda angeschlossen hatten. Im Februar 1141 kämpfte er in der Schlacht von Lincoln für Stephan, der in der Schlacht gefangen genommen wurde. Während dessen Gefangenschaft blieb er einer der wenigen Earls, die ihm die Treue hielten, nun unter der Führung von Stephans Ehefrau Mathilda von Boulogne und Wilhelm von Ypern, 1. Earl of Kent: Simon de Senlis war einer der Kommandeure in der siegreichen Schlacht von Winchester im September 1141.
Sein Machtbereich wurde nun von Stephan auf Northamptonshire, Huntingdonshire und Bedfordshire ausgedehnt. In den beiden ersten Shires übte er auch das Regalienrecht aus und war somit zu Lasten der Sheriffs für die Regierung allein verantwortlich.
Sein Tod im August 1153 fällt mit dem vom Eustach von Boulogne zusammen, dem Sohn und Erben Stephans. Mit ihnen verschwinden zwei heftige Gegner einer Vereinbarung zwischen den Kriegsparteien, was im November 1153 zum Vertrag von Wallingford zwischen Stephan von Blois und Heinrich von Anjou, dem Sohn Mathildes, führte, der Heinrich zum Thronfolger von England machte.
Als König ab Oktober 1154 gab Heinrich II. die Grafschaft Huntingdon-Northampton seinem Verbündeten Malcolm IV. von Schottland zurück.
Simon de Senlis gründete um 1145 Delapré Abbey im Süden von Northampton sowie 1146/47 Sawtry Abbey in Cambridgeshire. Er wurde in St Andrew’s Priory in Northampton begraben.

## Familie
Simon II. de Senlis heiratete Isabelle de Beaumont, Tochter von Robert de Beaumont, 2. Earl of Leicester, und Amicie de Montfort de Gael. Als Kinder von ihnen sind bekannt:
- Isabelle de Senlis (* um 1142); ⚭ William (III.) Maudit of Hanslope, † 2. Oktober 1194, Sohn von William (II.) Maudit und Matilda of Hanslope
- Simon III. de Senlis (* wohl 1138, † Juni 1184), 1174 Earl of Northampton und Earl of Huntingdon; ⚭ Alice de Gand († 1185), Tochter von Gilbert de Gant, 1. Earl of Lincoln (Haus Gent), und Rohaise de Claire, Tochter von Richard FitzGilbert de Clare; er blieb ohne männliche Nachkommen
- Amicie de Senlis
- Hawise de Senlis

Darüber hinaus ist 1175 ein weiterer Simon de Senlis als Bruder des Grafen Simon III. erwähnt, vermutlich ein unehelicher Sohn Simons II.
Amicie de Montfort de Gael heiratete in zweiter Ehe Gervase Paynell, Baron of Dudley.